# Балаган (село)
Балага́н — село Гродівської селищної громади Покровського району Донецької області, Україна. У селі мешкає 35 людей.

## Загальні відомості
Відстань до райцентру становить близько 11 км і проходить переважно автошляхом Н32.
Землі села межують із територією м. Мирноград (мікрорайон Молодіжний та селище шахти 5/6) Мирноградської міської ради Донецької області.
Поруч розташована шахта «Димитрова. Є траса для мотокросу.

## Населення
За даними перепису 2001 року населення села становило 35 осіб, із них 62,86 % зазначили рідною мову українську та 37,14 % — російську.